# فرانسیس گرترود مک گیل
فرانسیس گرترود مک گیل (انگلیسی: Frances Gertrude McGill; ۱۸ نوامبر ۱۸۸۲ – ۲۱ ژانویهٔ ۱۹۵۹) آسیب‌شناس، جرم‌شناس، باکتری‌شناس، آلرژولوژیست و آلرژیست کانادایی بود. مک گیل که به دلیل مهارت‌های قیاسی و شهرت عمومی به «شرلوک هلمز ساسکاچوان» ملقب بود، بر توسعه آسیب‌شناسی پزشکی قانونی در کار پلیس کانادا تأثیر گذاشت و به دلیل تخصصش در این موضوع در سطح بین‌المللی مورد توجه قرار گرفت.
مک گیل پس از تکمیل مدرک پزشکی خود در دانشگاه مانیتوبا در سال ۱۹۱۵ به ساسکاچوان ایالتی است در مرکز کشور کانادا نقل مکان کرد. در آنجا ابتدا به عنوان باکتری‌شناس و سپس به عنوان پاتولوژیست، شاخه‌ای از علوم پزشکی در خصوص تأثیر بیماری‌ها بر سطح بافتی و سلولی استخدام شد. او بیش از سی سال به‌طور گسترده با پلیس سواره سلطنتی کانادا (RCMP) و نیروهای پلیس محلی کار کرد و در ایجاد اولین آزمایشگاه پزشکی قانونی پلیس سواره سلطنتی کانادا نقش اساسی داشت.
او آزمایشگاه پلیس سواره سلطنتی کانادا را به مدت سه سال هدایت کرد و نیروهای جدید RCMP را در روش‌های تشخیص پزشکی قانونی آموزش داد. پس از بازنشستگی در سال ۱۹۴۶، مک گیل توسط وزیر دادگستری کانادا به عنوان کارمند افتخاری برای پلیس سواره سلطنتی کانادا منصوب شد و یکی از اولین اعضای رسمی زن این نیرو شد. او تا زمان مرگش در سال ۱۹۵۹ به عنوان مشاور پلیس سواره سلطنتی کانادا به فعالیت خود ادامه داد.
مک گیل در کنار کار پاتولوژیک خود، یک مطب پزشکی خصوصی را برای تشخیص و درمان آلرژی اداره کرد. او به عنوان یک متخصص در تست آلرژی شناخته شد و پزشکان در سراسر ساسکاچوان بیماران را به مراقبت از او ارجاع دادند.
مک گیل عضو تالار مشاهیر علم و مهندسی کانادا است. پس از مرگ او، دریاچه مک گیل در شمال ساسکاچوان به افتخار او نامگذاری شد.

## زندگی
فرانسیس گرترود مک گیل در ۱۸ نوامبر 1882  در مینه دوزا، مانیتوبا به دنیا آمد. پدر او ادوارد مک گیل بود که خانواده‌اش در سال ۱۸۱۹ از ایرلند به کانادا مهاجرت کرده بودند و مادرش هنریتا ویگمور که همچنین اصالتاً ایرلندی داشت.  : xviii 
هنریتا معلم سابق مدرسه بود و یک بار دنیا را دور زده بود و برای شغل معلمی به نیوزلند سفر کرده بود و بعداً به کانادا بازگشت. ادوارد در سیاست محلی و جوامع کشاورزی فعال بود و به عنوان مدیر پست در مینه دوزا کار می‌کرد. فرانسیس مک گیل دو برادر بزرگتر به نام‌های هربرت و هارولد و یک خواهر کوچکتر به نام مارگارت داشت. هارولد سرانجام پزشک شد و در طول جنگ جهانی اول به عنوان افسر پزشکی خدمت کرد، در حالی که مارگارت پرستار شد و به سپاه پزشکی ارتش کانادا پیوست.  : xvii–xviii 
در اواسط سال ۱۹۰۰، زمانی که مک گیل هفده ساله بود، والدینش پس از نوشیدن آب آلوده در نمایشگاه شهرستان، به تب حصبه مبتلا شدند. هر دو در سپتامبر در عرض ده روز از همدیگر مردند. برادر بزرگ مک گیل، هربرت، اداره مزرعه خانوادگی را تا زمانی که خواهر و برادر کوچکترش تحصیلات ابتدایی خود را به پایان رساندند، بر عهده گرفت.

## حرفه
مک گیل با توسعه تخصص رو به رشد در باکتری‌شناسی، در سال ۱۹۱۸ به عنوان باکتری‌شناس استانی برای وزارت بهداشت ساسکاچوان انتخاب شد. او برای این کار به رجینا نقل مکان کرد و در آنجا دفتر و آزمایشگاه جدید او در ساختمان قانونگذاری ساسکاچوان قرار داشت. در اکتبر همان سال، او مسئول رسیدگی به شیوع‌های محلی اپیدمی آنفولانزای ۱۹۱۸ بود. مک گیل و همکارانش به سرعت برای بیش از ۶۰۰۰۰ نفر از ساکنان ساسکاچوان واکسن آنفولانزا تولید کردند.

## یادداشت
1. ↑  Although some sources give McGill's birth year as 1877, the 1882 date is further supported by McGill's birth record (freely available for viewing online via the Manitoba Vital Statistics Agency). In addition, McGill's older brother Harold was born in 1879,[۴]: xvi  which makes the 1877 birthdate for Frances McGill illogical.